# Mighty River
Mighty River ist ein Song für den Film Mudbound von Dee Rees. Der Song ist auf dem Mudbound Original Motion Picture Soundtrack enthalten, der im November 2017 veröffentlicht wurde. Im Rahmen der Golden Globe Awards 2018 und der Oscarverleihung 2018 war Mighty River als bester Filmsong nominiert.

## Entstehungsgeschichte
Mighty River ist das erste auf dem Soundtrack zum Film Mudbound enthaltene Lied. In dieser Version wird es von Mary J. Blige gesungen. Sie ist im Film in der Rolle von Florence Jackson zu sehen, die gemeinsam mit ihrem Mann Hap nach dem Zweiten Weltkrieg als Sharecroppers eine Farm am Mississippi River betreibt. 
Der Song wurde als Element des Soundtracks im November 2017 von Milan Records veröffentlicht.

## Auszeichnungen
Am 18. Dezember 2017 gab die Academy of Motion Picture Arts and Sciences bekannt, dass sich der Song in einer Vorauswahl von 70 Liedern befindet, aus der die Nominierungen in der Kategorie Bester Filmsong im Rahmen der Oscarverleihung 2018 bestimmt wurden. Der Song wurde auch im Rahmen der musikalischen Begleitung der Oscarverleihung präsentiert. Im Folgenden eine Auswahl von Nominierungen und Auszeichnungen im Rahmen bekannter Filmpreise.
Black Reel Awards 2018
- Nominierung als Bester Filmsong (Mary J. Blige, Raphael Saadiq und Taura Stinson)[3]

Hollywood Music in Media Awards 2017
- Nominierung in der Kategorie Original Song – Feature Film (Mary J. Blige, Raphael Saadiq und Taura Stinson, gesungen von Mary J. Blige)[4]

Golden Globe Awards 2018
- Nominierung als Bester Filmsong

Guild of Music Supervisors Awards 2018
- Nominierung in der Kategorie Best Song/Recording Created for a Film (Mary J. Blige, Evyen Klean, Jennifer Reeve, Raphael Saadiq und Taura Stinson)[5]

Oscarverleihung 2018
- Nominierung als Bester Song (Mary J. Blige, Raphael Saadiq und Taura Stinson)

Phoenix Film Critics Society Awards 2017
- Nominierung als Best Original Song[6]